# Leonid Donskow
Leonid Jefimowicz Donskow, ros. Леонид Ефимович Донсков (ur. ? w stanicy Borozdinskaja w Rosji, zm. 28 września 1944 r. we wsi Majkor w okupowanej Jugosławii) – rosyjski wojskowy (esauł), dowódca plutonu 3 sotni 1 kozackiego pułku kawalerii w składzie Rosyjskiego Korpusu Ochronnego podczas II wojny światowej.
Brał udział w I wojnie światowej jako chorąży 1 kizlaro-grebienskiego pułku kawalerii Kozaków terskich. Od 1918 r. służył w Siłach Zbrojnych Południa Rosji, a następnie Armii Rosyjskiej w 413 gwardyjskim dywizjonie kawalerii Kozaków terskich. W październiku 1919 r. awansował do stopnia sotnika. W poł. listopada 1920 r. wraz z resztkami wojsk białych ewakuował się z Krymu na wyspę Lemnos. Zamieszkał w Królestwie SHS. Formalnie wchodził w skład dywizjonu lejbgwardii kubańskich i terskich sotni. Po zajęciu Jugosławii przez wojska niemieckie w kwietniu 1941 r., wstąpił do nowo formowanego Rosyjskiego Korpusu Ochronnego. Po pewnym czasie objął w stopniu esauła dowodzenie plutonu 3 sotni w 1 kozackim pułku kawalerii. 28 września 1944 r. zginął podczas walk we wsi Majkor.